# Ratpenat de cua de beina de Peter
El ratpenat de cua de beina de Peter (Emballonura atrata) és una espècie de ratpenat de la família dels embal·lonúrids, que es troba només a l'illa de Madagascar. Està amenaçat per la pèrdua d'hàbitat.